# Jednoprocesorový systém
Jednoprocesorový systém (UP, anglicky uniprocessor) je v informatice označení pro počítače, které obsahují jen jeden procesor. Alternativou jsou víceprocesorové systémy (SMP, ASMP, MMP).